# رينولد بيكر
رينولد بيكر (بالألمانية: Reinhold Becker)‏ هو سباح ألماني، ولد في 23 مايو 1959 في ترويسدورف في ألمانيا.